# Langer Domberg

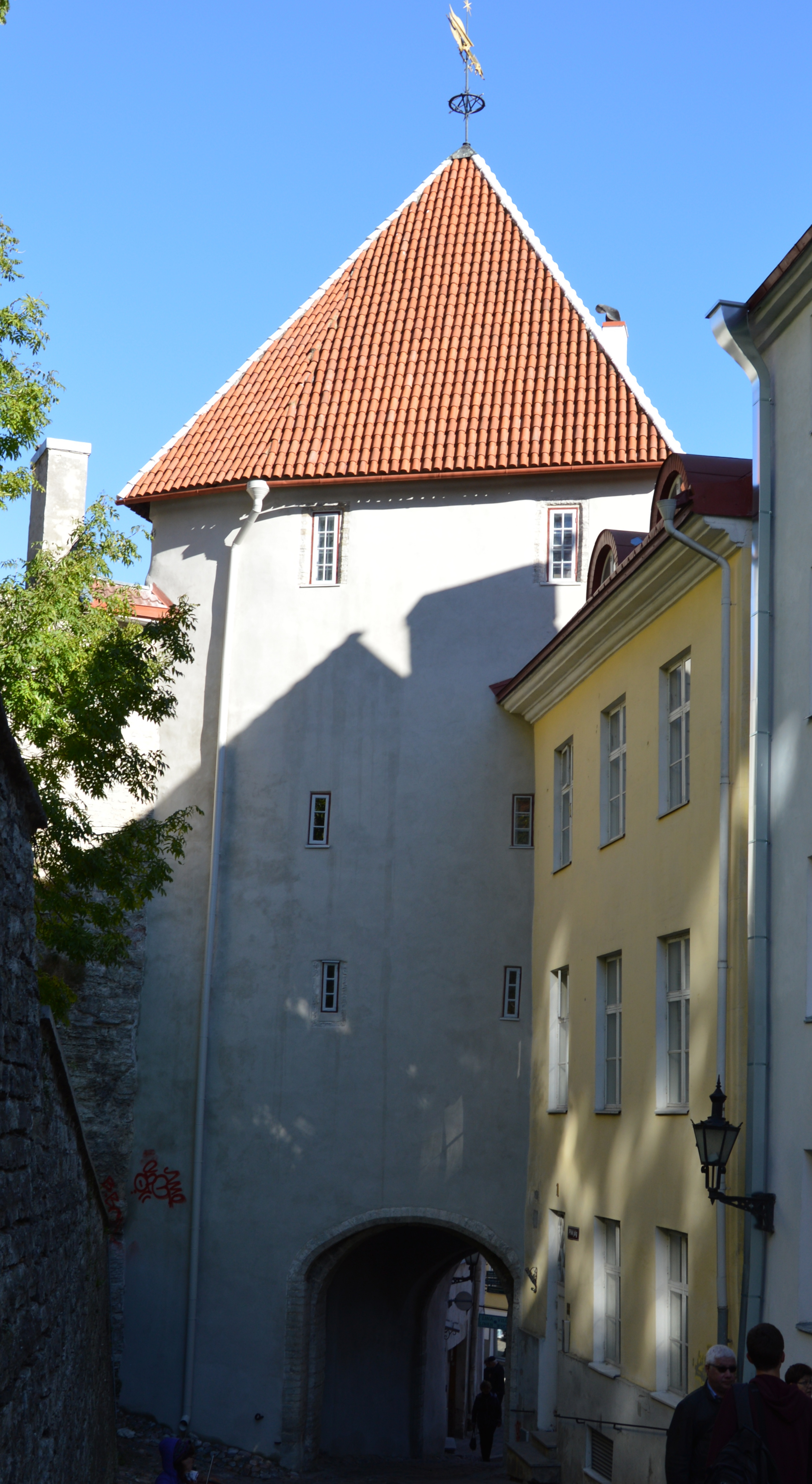
Tor am Langen Domberg

Der Lange Domberg (estnisch Pikk jalg) ist eine Straße in der estnischen Hauptstadt Tallinn (deutsch Reval).

## Verlauf

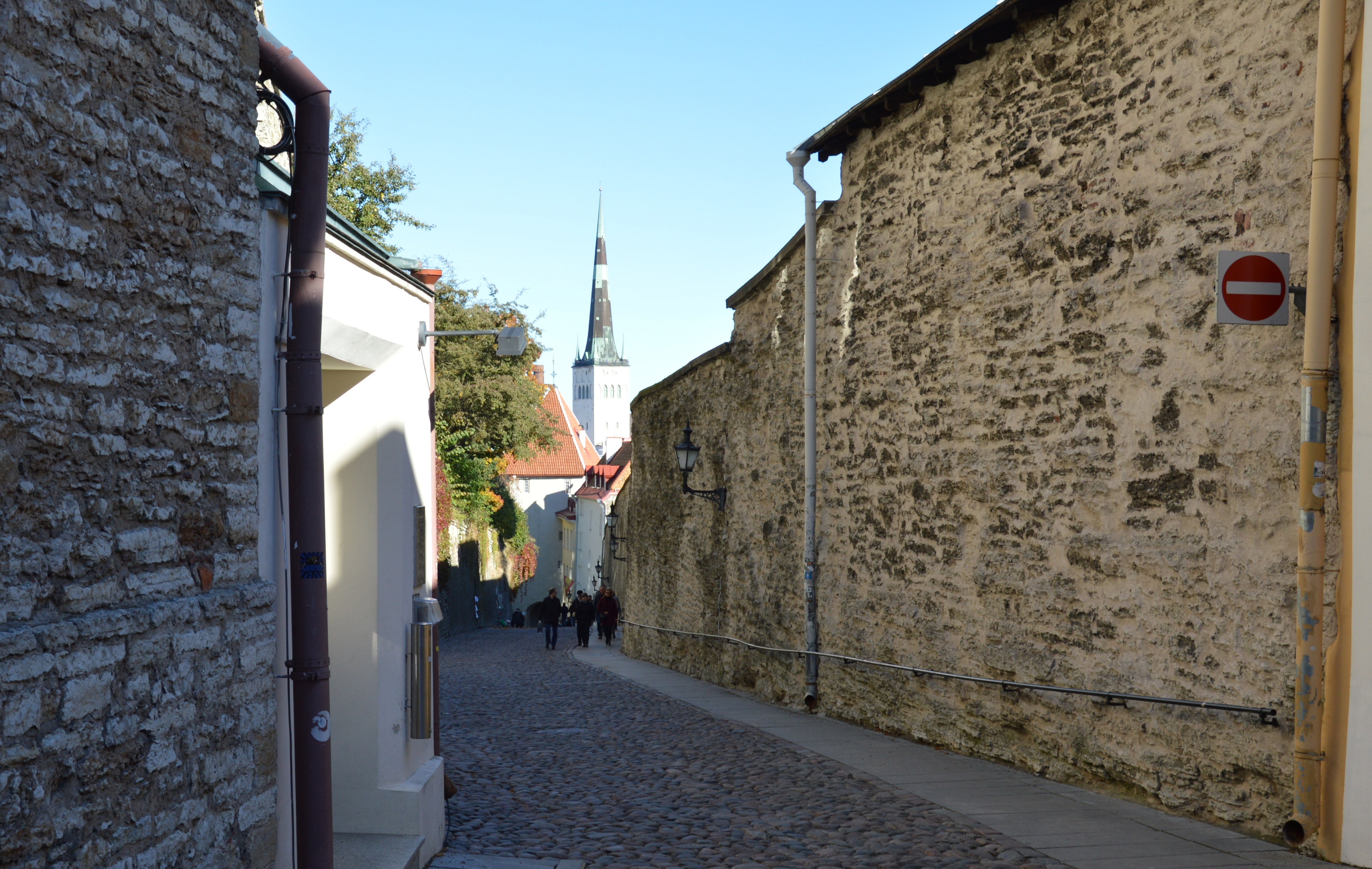
Langer Domberg

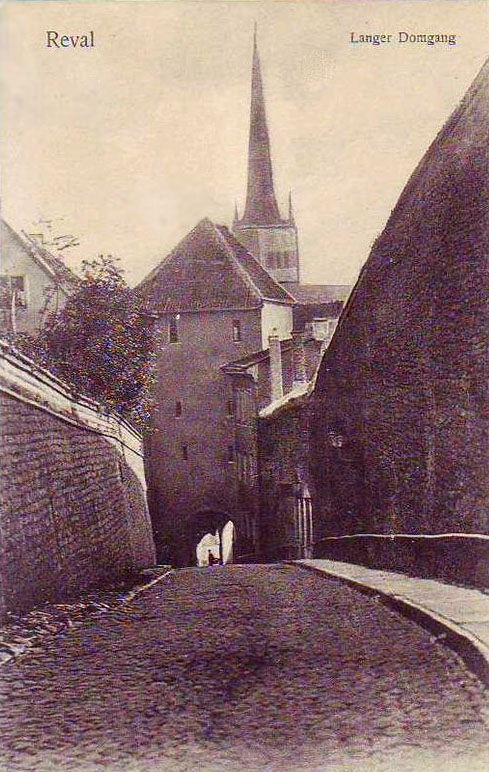
Langer Domberg, um 1900

Der Lange Domberg führt in Verlängerung der Langstraße (estnisch: Pikk) durch das Tor am Langen Domberg der Revaler Stadtbefestigung weiter nach Süden auf den Domberg und mündet dort in den Schlossplatz (Lossi plats).

## Geschichte und Gebäude
Die Straße stellte neben dem Kurzen Domberg (Lühike jalg), der jedoch nur für Fußgänger vorgesehen war, den einzigen Weg von der Revaler Unterstadt auf den Domberg, die Oberstadt dar. Entlang der Straße wurde in den Jahren 1454 und 1455 eine Mauer sowie zwei Tortürme errichtet. Ober- und Unterstadt waren bis 1878 jeweils eigenständige Städte, so dass die Straße zwei selbständige Städte verband. Abends wurden die Stadttore beider Städte auch jeweils geschlossen. Die enge, aufgrund der seitlichen Mauern kanalartigen Straße, benötigte schon im 18. Jahrhundert eine Verkehrsregelung. Aufgrund der Enge konnten Fuhrwerke im Gegenverkehr nicht passieren, so dass am unteren und oberen Ende Wachen standen, die jeweils Zeichen gaben, falls ein Fuhrwerk passierte.
Am oberen Ende an der Einmündung der Straße auf den Schlossplatz befindet sich das Residenzgebäude der Deutschen Botschaft.
Der estnische Name Pikk jalg bedeutet wörtlich übersetzt Langbein.